# Anna Karolina Larsson
Anna Karolina Larsson, känd under författarnamnet Anna Karolina, född 3 september 1974 i Finspång, är en svensk kriminalförfattare och polis.

## Biografi
Anna Karolina Larsson växte upp i Finspång. År 2001 började hon på Polishögskolan, och arbetade sedan som polis i Stockholm fram till 2010, då hon flyttade till Malmö.
Hon hade en önskan om att berätta utifrån polislivets erfarenheter, och började 2012 på Lunds Universitets Författarskola. Hon skrev därefter 2014 Stöld av babian, som blev den första i en serie om den kvinnliga polisen Amanda Paller, som lever med en personlig relation till den kriminellt belastade Adnan. Serien om Paller fortsatte 2015 med Står dig ingen åter, som blev nominerad till Stora Ljudbokspriset och till Crimetime Specsavers Award. Hon har därefter givit ut Förlorat ansikte (2016) och Mullvaden (2022) i serien om Amanda Paller.
Hon har också varit medförfattare till Mons Kallentoft i böckerna Falco och Albino i Herkulesserien om polisen och antihjälten Zack Herry.
År 2020 gav hon ut Försvararen med huvudpersonen Ebba Tapper som blivit uppsagd som polis och därefter headhuntats som utredare till en av Sveriges främsta advokatbyråer. Serien fortsatte 2021 med Livvakten.

### Amanda Paller
- 2014 – Stöld av babian, även utgiven som Babianen, Norstedts förlag ISBN 9789113058160
- 2015 – Står dig ingen åter, även utgiven som Kannibalen, Norstedts förlag ISBN 9789113068831
- 2016 – Förlorat ansikte, även utgiven som Svinet, Norstedts förlag ISBN 9789113073095
- 2022 –  Mullvaden. Bokfabriken. Libris xc8d9c5xvbn5vlqz. ISBN 9789178354979

### Ebba Tapper
- 2020 –  Försvararen. Malmö: Bokfabriken. Libris z9dfk2pbwf38b5f7. ISBN 9789178354870
- 2021 –  Livvakten. Malmö: Bokfabriken. Libris jwfbwvqkg064drwv. ISBN 9789178354924
- 2024 –  Styrkan. Bokfabriken. Libris l34l6pfsjlsnxcvw. ISBN 9789180311922

### Övrigt
- 2017 – Sjusiffrigt, Bookmark förlag ISBN 9789188545114
- 2018 – Falco (medförfattare Mons Kallentoft) , Bookmark förlag ISBN 9789188545107
- 2019 – Albino (medförfattare Mons Kallentoft) , Bookmark förlag ISBN 9789189007192